# Mattias Hargin

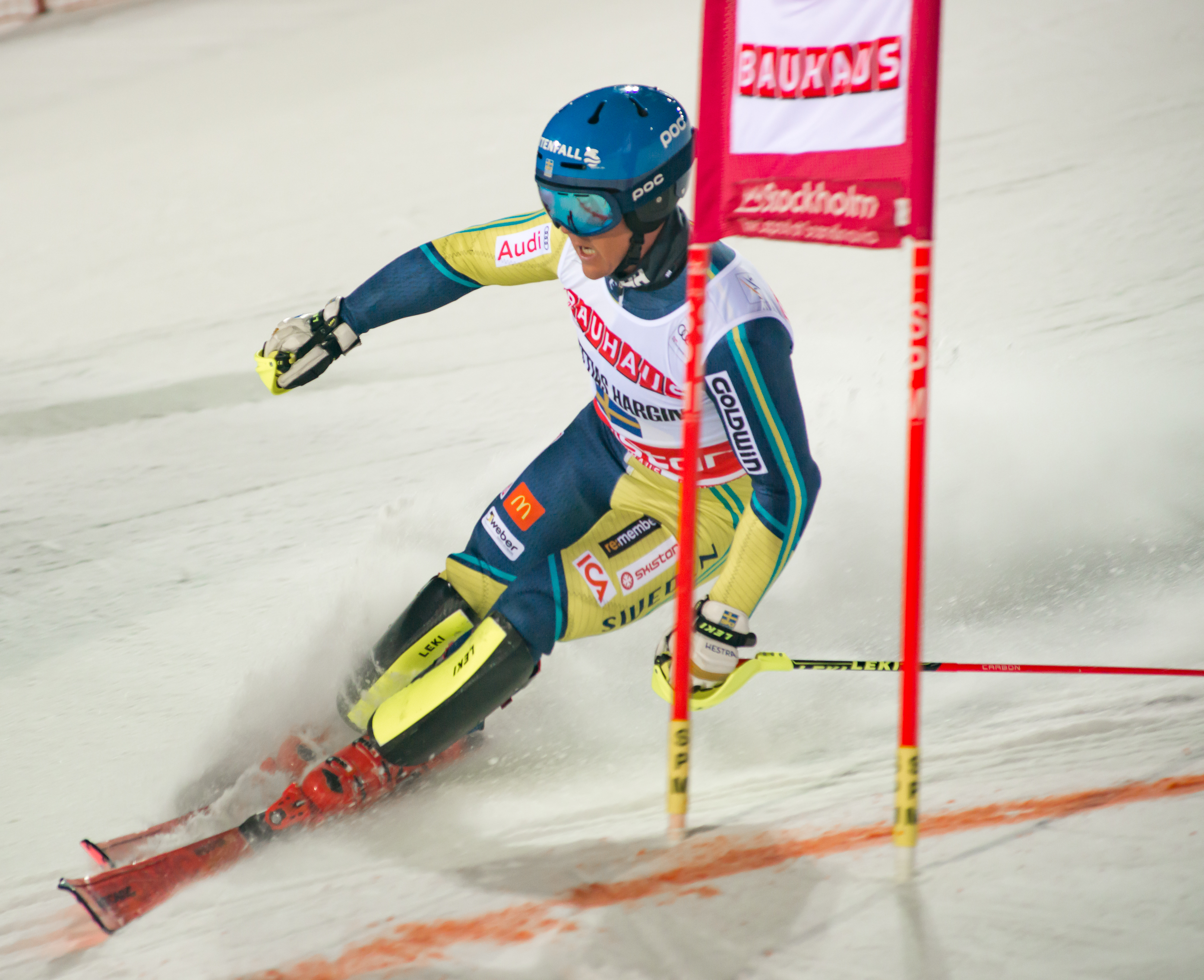
Mattias i Hammarbybacken världscup 2018

Mattias Hargin, född 7 oktober 1985, är en svensk före detta utförsskidåkare som främst har tävlat i slalom. Han är yngre bror till Janette Hargin, samt änkling till den alpina friåkaren Matilda Rapaport, som omkom i en lavinolycka 2016. Den 12 mars 2019 meddelade Hargin att han avslutar karriären. 
På klubbsidan tävlade han för Huddinge SK. Han blev svensk mästare i slalom 2007.
Hans främsta placering i världscupen är en seger i slalomtävlingen i Kitzbühel den 25 januari 2015. Han har även två tredjeplatser. Den ena i Zagreb den 6 januari 2011, där han efter en 30:e plats i första åket var överlägset bäst i det andra. Den andra tredjeplatsen tog han i Schladming den 25 januari 2011. Den 15 december 2013, vid världscupdeltävlingar i Val-d'Isère, slutade han på andra plats i slalom.
Han har deltagit i VM i slalom i Bormio 2005, där han körde ur i andra åket, i Val d'Isère 2009, där han blev femma och i Garmisch-Partenkirchen 2011, där han blev tolva.
Vid sidan av slalomåkningen har Hargin även flera gånger kommit på pallen i friåkningstävlingen Scandinavian Big Mountain Championships i Riksgränsen, en offpist-tävling som i vardagstal kallas Extrem-NM.
Den 25 januari 2015 tog Hargin sin första världscupseger i Kitzbühels slalom.
Den 12 mars 2019 meddelade han att han avslutar sin alpina skidåkningskarriär.

## Segrar
| Säsong | Ålder | Datum           | Ort       | Land      | Disciplin |
| ------ | ----- | --------------- | --------- | --------- | --------- |
| 2015   | 29    | 25 januari 2015 | Kitzbühel | Österrike | Slalom    |